# 鈴木忠治

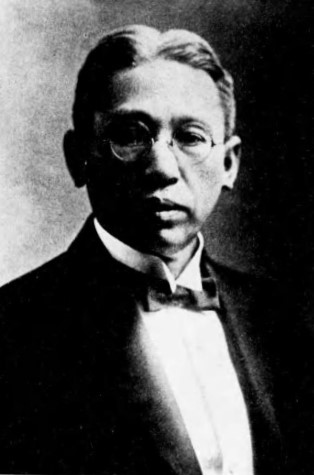
鈴木忠治

鈴木 忠治（すずき ちゅうじ、1875年2月2日 - 1950年12月29日）は、日本の実業家。鈴木商店（現味の素）創業者二代目鈴木三郎助の弟で、同社代表取締役社長や、昭和電工代表取締役社長、電気化学協会会長、内閣顧問などを務めた。

## 人物・経歴
神奈川県堀内村（現三浦郡葉山町）出身。耕余塾を経て、1894年横浜商業学校卒業。外国貿易商店に勤めたのち、鈴木商店（現味の素）創業者である兄鈴木三郎助とともに、味の素の製造・販売を進めた。1931年（昭和6年）から兄の後任として鈴木商店および東信電気の代表取締役社長を務め、多角化を進めて、昭和酒造（現メルシャン）や宝製油（現J-オイルミルズ）、宝製薬社（現味の素ヘルシーサプライ）の設立を行った。1939年（昭和14年）、電気化学協会会長。1940年（昭和15年）、昭和電工代表取締役社長に就任。さらに1943年（昭和18年）、内閣顧問に就任。同年8月25日、内閣顧問の立場から昭和天皇に「軽金属工業ニ就テ」と題して進講する。第二次世界大戦後、公職追放となる。

## 子供
- 長男：鈴木三千代
- 二男：鈴木松雄
- 三男：鈴木竹雄
- 四男：鈴木義雄
- 五男：鈴木治雄
- 六男：鈴木正雄
- 七男：鈴木秀雄
- 八男：鈴木泰雄
- 長女：鈴木千栄（竹内徳治妻）